# Compact Muon Solenoid
L'esperimento Compact Muon Solenoid (CMS) è uno dei due grandi rivelatori di particelle di indirizzo generale costruiti sul Large Hadron Collider (LHC) al CERN al confine tra la Svizzera e la Francia. Lo scopo dell'esperimento CMS è compiere ricerche su una vasta gamma di fenomeni fisici, tra cui la ricerca del bosone di Higgs, di dimensioni extra, e delle particelle che potrebbero costituire la materia oscura.
Il CMS è lungo 21 metri, ha un diametro di 15 m, e pesa circa 14000 tonnellate. La collaborazione del CMS, che costruì e ora gestisce il rivelatore, è formata da circa 3800 persone, rappresentanti 199 istituti scientifici e 43 nazioni. Si trova in una caverna sotterranea a Cessy in Francia, poco oltre il confine da Ginevra. A luglio del 2012, insieme ad ATLAS, CMS sembrava che avesse scoperto il bosone di Higgs. Nel marzo successivo la sua esistenza fu confermata.

## Contesto
Esperimenti ai collisori come il Large Electron-Positron Collider e il Large Hadron Collider (LHC) al CERN, nonché il Tevatron al Fermilab (chiuso nel 2011), hanno portato a notevoli scoperte sul, e verifiche di precisione del, modello standard della fisica delle particelle. Il traguardo principe di questi esperimenti (nello specifico del LHC) è la scoperta di una particella compatibile con il bosone di Higgs previsto dal modello standard.
Tuttavia, ci sono ancora molte domande cui si spera di rispondere con i futuri esperimenti ai collisori. Queste comprendono le incertezze nel comportamento matematico del modello standard ad alte energie, verifiche delle teorie proposte della materia oscura (inclusa la supersimmetria), e i motivi per il disequilibrio tra materia e antimateria nell'Universo (asimmetria barionica).

## Obiettivi
Gli obiettivi dell'esperimento sono:

Panoramica del rivelatore CMS, 100 m sottoterra.

- esplorare la fisica nella scala del TeV,
- approfondire lo studio delle proprietà del bosone di Higgs, già scoperto dal CMS e da ATLAS,
- cercare indizi per la fisica oltre il modello standard, come la supersimmetria o dimensioni extra,
- studiare vari aspetti delle collisioni tra ioni pesanti.

L'esperimento ATLAS, dal lato opposto dell'anello del LHC è stato progettato con obiettivi simili, infatti i due esperimenti si complementano a vicenda per allargare il campo di ricerca e per corroborare le scoperte. Per raggiungere questi obiettivi CMS e ATLAS usano un sistema dei magneti di rivelazione diverso.

## Descrizione

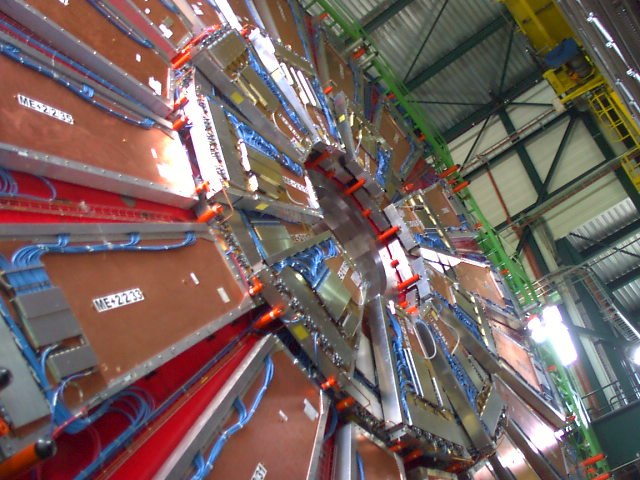
Dettaglio del rivelatore

L'apparato sperimentale ha dimensioni notevoli: 21,6 metri di lunghezza per 14,6 metri di diametro per un peso totale di circa 12500 tonnellate. È costituito da diversi rivelatori di particelle disposti secondo gusci concentrici intorno al punto di incrocio dei fasci. CMS è un rivelatore ermetico, il che vuol dire che i rivelatori sono disposti in modo da coprire (quasi) tutto l'angolo solido intorno al punto di interazione.
Dal punto di interazione verso l'esterno, i rivelatori che costituiscono CMS sono:
- il tracciatore (tracker) che misura con precisione le tracce lasciate dalle particelle cariche;
- il calorimetro elettromagnetico (ECAL) che ha lo scopo di rivelare elettroni e fotoni;
- il sistema di calorimetri adronici (HCAL e HF), per la misura di jets di adroni;
- il sistema di camere per muoni (MUON), per la misura dei muoni.

Tracciatore, ECAL e HCAL sono racchiusi all'interno di un magnete solenoide superconduttore che crea un campo magnetico di 4 tesla parallelo all'asse dei fasci. Il campo magnetico permette di curvare le particelle cariche, consentendo la misura del loro impulso e del segno della loro carica.
Dopo il collaudo (Magnet Test Cosmic Challenge) per la verifica del magnete e per poter effettuare dei test per non avere problemi nel rilevamento delle particelle dell'esperimento finale.
L'avvio dell'acquisizione delle prime collisioni da parte di CMS è stato eseguito con successo; i dati sperimentali, simulati al computer, sono stati confermati sperimentalmente con estrema precisione.